# Túri Török Tibor
Túri Török Tibor (Budapest, 1954. május 18. –) szobrász, író és múzeumalapító. 
Budapesten született, majd Nyíregyházán járt főiskolára. Somogyban szakiskolai nevelő, és óraadó tanár. Grafika, a festészet élete legüdébb része. Iskolai rajzszakköröket tart, hova külsősök is járnak, kik később elvégzik a Képzőművészeti Főiskolát. Harminc év után a szobrászatban talál önmagára, és másfélszáz köztéri szobrát, domborművét avatják fel a Kárpáthazában, melyek jelentős része felajánlás. 
Negyedévszázada látogatják kilenc múzeumát, melyek java a nemzettudat megerősítését szolgálja. Népviseletes Babamúzeum (Keszthely, Hollókő). Az ország legnagyobb Történelmi Panoptikuma, és számos kiállítás, mely Keszthelyen és a balatonszentgyörgyi Csillagvárban található.
Nappal műtermében nemzeti nagyjainkat formázza, éjjel ír. Miska Könyve 2019-ben az év kisregénye (Holnap Magazin). A Liget Mozi novellája a Magyar Kritikusok és Írok pályázatán második helyezett, de számos antológiában és folyóiratban jelennek meg írásai. Idén kerül nyomdába nyolc kötetnyi irodalmi munkája. A Nagymester kardja érintette vállát 2023-ban a Stefánia Palotában, hol a Magyar Kultúra lovagja lett; melyet szobrászati, irodalmi és múzeumi tevékenységéért kapott.
Kitüntetései:
- Köztársasági Érdemrenddel kitüntetett
- Podmaniczky, Pro urbe és Pro Cultura díjas szobrász
- A Magyar Alkotóművészek NK tagja
- Krúdy Gyula díjas író
- Múzeum alapító, okleveles gépészmérnök
- A Vitézi Rend tagja
- Becsületrend (Magyar Nemzetőrség)
- A Magyar Kultúra lovagja

## Keszthelyi szobrok
- A Pantheon domborművei ( Kossuth L.u.12):  Berzsenyi Dániel, Batsányi János, Kitaibel Pál, Cholnoky Jenő, Nagyváti János, Goldmark Károly, Vaszary Kolos, Egry József, Fekete István , Básti Lajos, Lackfi Sándor, Festetics Tasziló, Festetics György, Csokonai Mihály, Szegedy Róza, Kisfaludy Sándor, Kacsóh Pongrác, Asbóth Sándor, Csány Sándor, Nagy Ignác, Nagy Endre, Bakacs Sándor, Fejér György, Schwartz Dénes, Szendrey Júlia, Lovassy Sándor, Csík Ferenc, Mikus György, Bakonyi Károly, Kós Károly, Simándy József, Simon Böske, Wentzely Dénes, Mesemondók: Benedek Elek, Fekete István, Csukás István, Vörös Sándor, Grimm testvérek, Andersen, La Fontaine (Játékmúzeum), keszthelyi Anzíx, Nagy Theodorik Gót király.
- Keszthely, Kossuth u. Sétálóutcában a Babamúzeum homlokzatán kaptak helyet a magyar történelmi személyek, írók, költők és színészek: Attila, Szent István, Szent László, Vak Bottyán, Festetics György, II. Rákóczi Ferenc, Horthy Miklós, Fekete István, Bessenyei Ferenc, Latinovics Zoltán, Könyves Kálmán, III. Béla, IV. Béla, Hunyadi Mátyás, Kanizsai Orsolya, Zrínyi Miklós, Lórántfy Zsuzsanna, Széchényi István, Kossuth Lajos, Petőfi Sándor, Arany János, Kós Károly, Gyóni Géza, Nyírő József, Tamási Áron, Bocskay István, Balassi Bálint, Zrínyi Ilona, Sütő András, Wass Albert, Márai Sándor. Árpád házi Szent Margit mellszobor a 23 szenttel és Kőrösi Csoma Sándor, Pethe Ferenc.
- A keszthelyi sétálóutcában a történelmi épületek falak homlokzatán láthatóak Nagy Ignác, Simon Böske, Dr. Liposics Elemér, Matula bácsi domborművei. Legkedvesebb magyarjaim, Fejér György (városi könyvtár), Vásáry Tamás (galéria),  Lackfi István Keszthely alapítója, Keszthely 1869, Bakacs Sándor utcasarok és Babamúzeum sarka.
- A Balaton parton: Főnix gálya, Csík Ferenc, Asbóth Sándor (Szakmunkásképző Isk.), II. Rákóczi Ferenc (Rákóczi Tér), Szűz Mária (Ranolder), Dr. Bartos Lajos (Lehel utca),  Borbás Vince, Bartók Béla, Szendrey Júlia, Vuktsits József (Vajda Gimnázium), Sziszi, Szt. Erzsébet tér, Kis Szt. Teréz (Karmelita templom),  Szendrey Júlia (Szendrey major). Ferenc József fedélzete dombormű, Jacht klub.
- A keszthelyi „Könnyűzenei Pantheonban” több mint féltucat neves mellszobrok láthatóak: Kovács Kati,  Presser Gábor (Pici), Vikidál Gyula, Jan Gillen, Madonna, Demjén Ferenc (Rózsi), Abba, Deák Bill Gyula, Kovács Ákos, Mick Jagger, Koncz Zsuzsa, Radics Béla, John Lennon, Jim Morrison, Queen (Qvin), Elvis Presley stb.

## Szobrok Magyarországon
- Alsónemesapáti: Petőfi Sándor dombormű
- Badacsony: Petőfi Sándor, Kisfaludy – Szegedi Róza páros, Lányi Antal, Udvardy Erzsébet, Helka és Kelén balatoni regénye domborművei.
- Badacsonytördemic: Bódi Mária Magdolna
- Balatonalmádi: Márton Áron  (köztéren), Kézfogás -Európa-Szoborpark
- Balatonszentgyörgy – Futó Elemér, Honvéd dombormű, Dobó István, Sárkányölő Szent György, Festetics László, Kandó Kálmán
- Bazsi: Berzsenyi Dániel, Simon István (mellszobor)
- Budapest: Mindszenty József (Lehel tér), Kodály Zoltán (Rákosliget), Halmos Béla (Hagyományok háza), Csík Ferenc (Cs. F. iskola), Corvin köz Jáhn Ferenc (Dél-pesti kórház), Puskás Ferenc (Ált. Isk.), Hunyadi János (Attila Hotel szoborpark)
- Csenger: Vasváry Pál
- Egervár: Egervári László mellszobra
- Eger: Beatles Emlékmúzeum relief ( köztéren )
- Fenékpuszta:  Patkó Jancsi és Nádi Jancsi betyárok domborműve.
- Fonyód: Molnár Csilla
- Gyenesdiás: Palkó Sándor, Kárpáti János, Oppel Imre, Darnai-Dornyay Béla, Hun vitéz, Puskás Ferenc, Grosics Gyula, Gyenes dombormű (Polg. Hiv.)
- Keszthely: Gyöngyösi Csárda: Köked Pista és Vak Illés betyárok
- Hévíz: Lulu (temető)
- Hajdúböszörmény: Baltazár Dezső
- Hódmezővásárhely – Csánytelek: Szt. László
- Izsák: Zsolt, Kun huszár
- Kapuvár: Berg Gusztáv mellszobor, Berg Gusztáv dombormű
- Kapolcs: Művészetek völgye kabalaállat – csiga
- Kenderes: (Horthy Múzeum) Edelsheim Gyulai Ilona
- Kunszentmiklós: Kun Vitéz, Banyák Kálmán.
- Kardos: Petőfi Sándor
- Mélykút: Kun harcos
- Nagyvázsony: Kinizsi Pál, Kinizsi triptichon,
- Nemesvámos: Petőfi Sándor dombormű
- Nagykanizsa: Halis István Városi könyvtár
- Orosztony: Thury György
- Orosháza: Székács Elemér, Mokry Sámuel, Baross Gábor
- Pacsa: Kiss Dénes
- Parasapuszta: Arnold Mihály
- Sárvár: Nádasdy Tamás – Kanizsai Orsolya páros mellszobor, Sylvester János.
- Sümeg: Kisfaludy Mór, Petőfi találkozik Kisfaludyval – Főtér
- Szombathely: Kalkuttai Szt. Teréz
- Szentes: Csontváry Kosztka Tivadar, Stammer alispán, Rimely Dezső
- Szank: Zank vezér
- Szőcsénypuszta: Szőcsény vára, Szűz Mária rozetta
- Tapolca: Batsányi Ferenc dombormű
- Tótkomlós: A megfeszített, II. Szent János Pál, II. Rákóczy Ferenc (temetőben), Kalkuttai Szt. Teréz
- Várpalota: Thúry György, Csík Ferenc-sportcsarnok
- Veszprém: Petőfi Sándor ( Petőfi Sándor színház ), Bódi Mária Magdolna (érseki palota), Árpád házi Szt. Margit
- Zalaszántó: Petőfi Sándor, Gersei Pethő János, Szt. László
- Zalaszentgrót: Bem József.
- Zalaszentgyörgy: Petőfi Sándor, Csány László, Zrínyi Miklós
- Zalavár: Betlehemi elefánt
- Zelemér: Attila

## Szobrok külföldön
LENGYELORSZÁG
- Krakkó: Báthory István

DÉLVIDÉK:
- Kárász Karolina, Szt. Orbán (Horgos),
- Szt. II. János Pál (Tóthfalu),
- Herczeg Ferenc (Versec),
- Szűz Mária (Kórház kápolna Zenta),
- A megfeszített (Ada temető),
- Petőfi Sándor (Székelykeve),
- I Péter király.

ERDÉLY
- (Tusnád) – Molnár Elemér, Márton Áron,
- (Sepsiszentgyörgy) Puskás Tivadar, Zaturecky Emilia, Csutak Vilmos
- (Csomakőrös) Kőrösy Csoma Sándor
- (Csíkszetkereszt): Torma Zsófia
- (Parajd), Aprily Lajos
- (Bereck) Gábor Áron /mellszobor/, Gábor Áron / dombormű/
- (Székelyudvarhely) Székely vitéz,
- (Szentegyháza) Román betörés, Márton Áron, Dr Gyalog Sándor
- (Pécska) Szent István
- Csókakő: Báthory István

FELVIDÉK
- TALLÓS: Mindszenty mellszobor, Kitelepítés dombormű,
- Léva: II. Kohári István (vár), Revitzky Gyula, Kittenberger Kálmán
- Zselíz: Fischer Colbirie Ágoston, Franz Sacher
- Fülek: I. Kohári István (vár), II. Kohári István
- Martos : Magyar hős – Vecsey Lajos.
- Nagykapos: Petőfi Sándor, Erdélyi János, Mécs László, Nagy magyarjaink (Magyarház -szoborkiállítás: Vak Bottyán, Liszt Ferenc, Királyi fej, Magyar vitéz, Sziszi),
- Borsi: Bezerédj Imre
- Vak Bottyán, Bezerédj Imre.
- Nagyszelmenc: Dobó István (vár)
- Kaposkerecsény: Dobó István

KÁRPÁTALJA
- Szerednye: Dobó István
- Beregszász: Szikora József (rektor), Rákóczi Ferenc
- Verecke – Szojva: II. Rákóczi Ferenc

## Szobrok, emlékművek

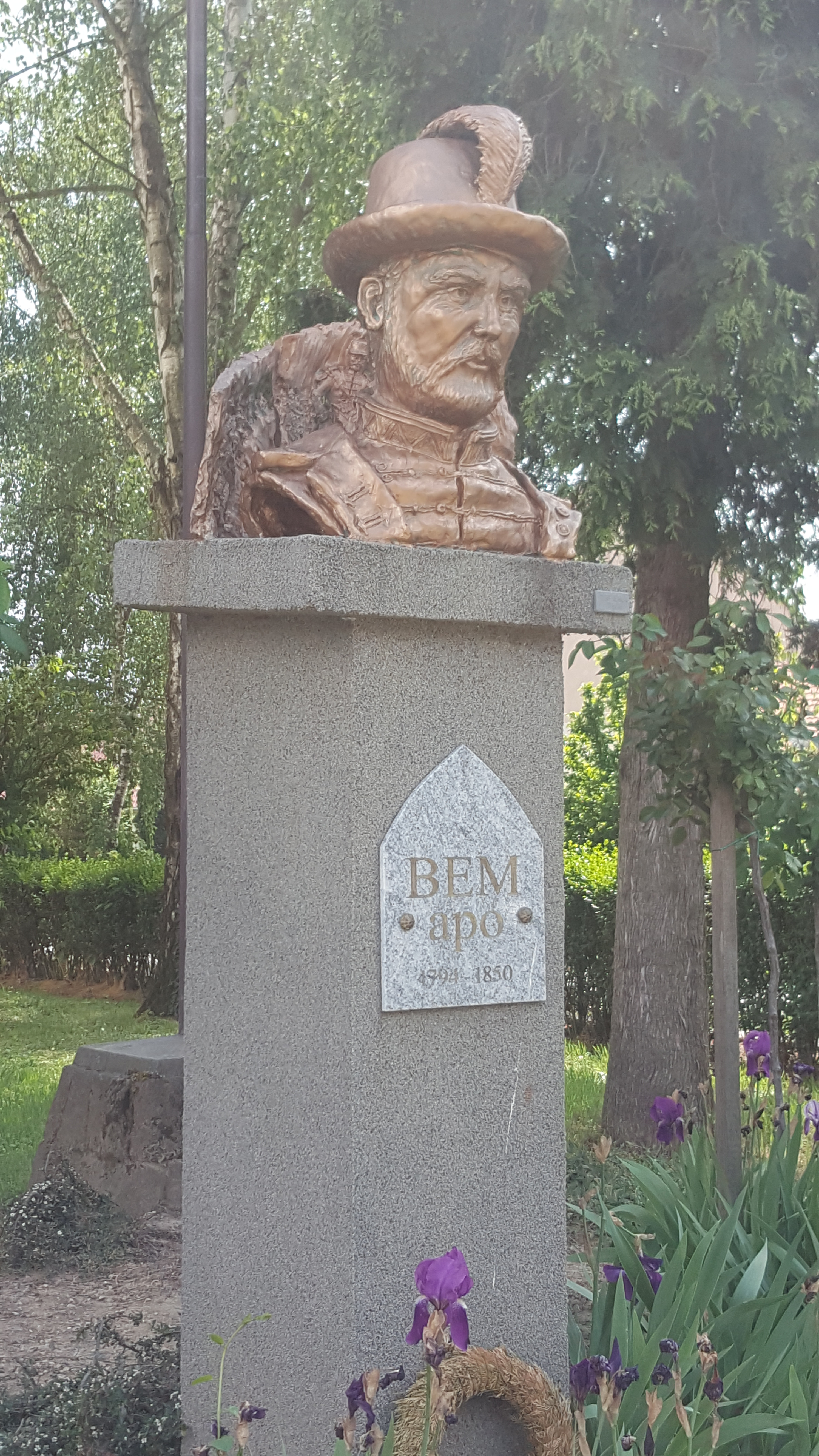
Bem József szobra Zalaszentgróton, Túri Török Tibor munkája
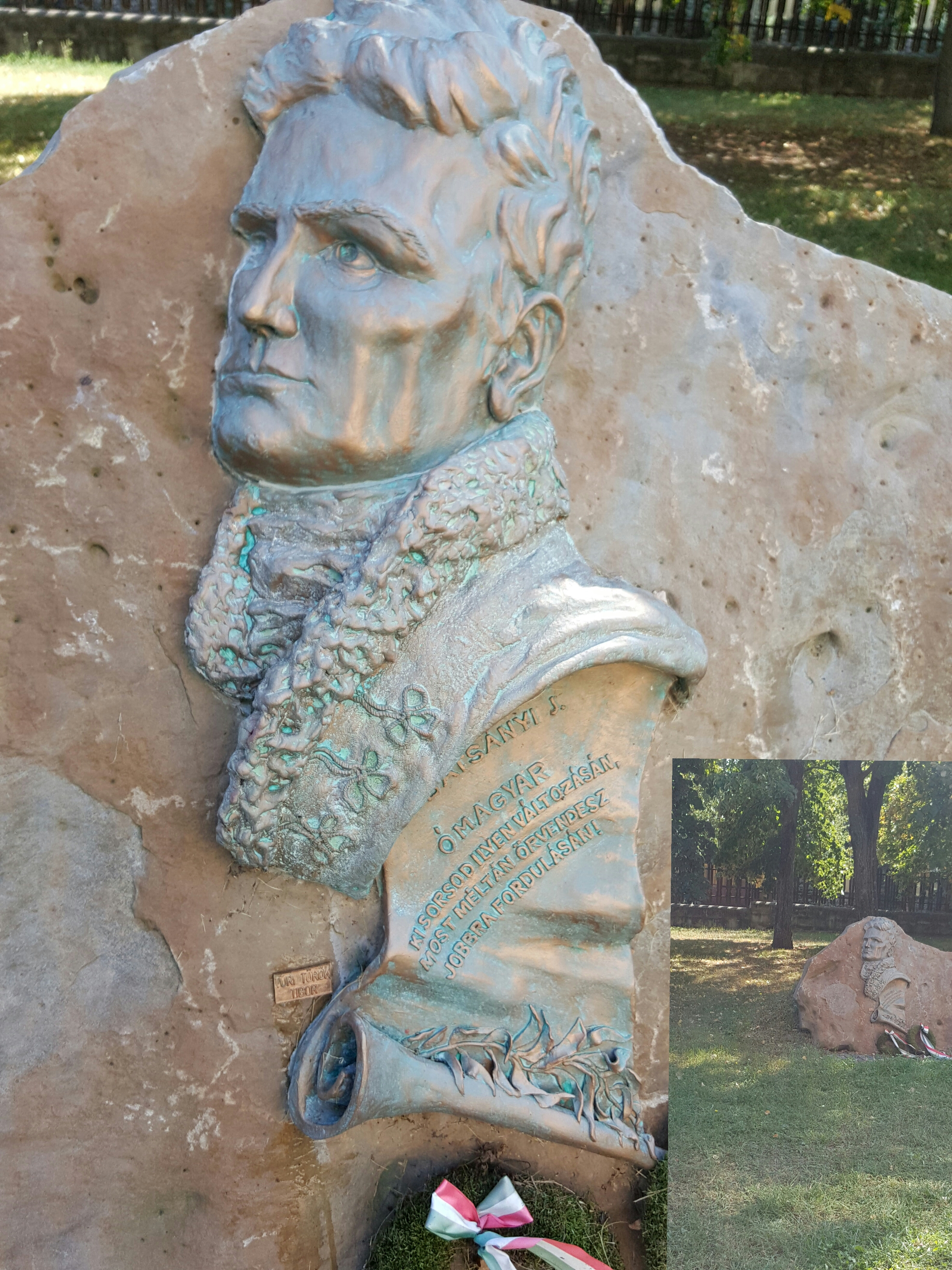
Batsányi Ferenc dombormű Tapolca Gimnázium, Túri Török Tibor munkája
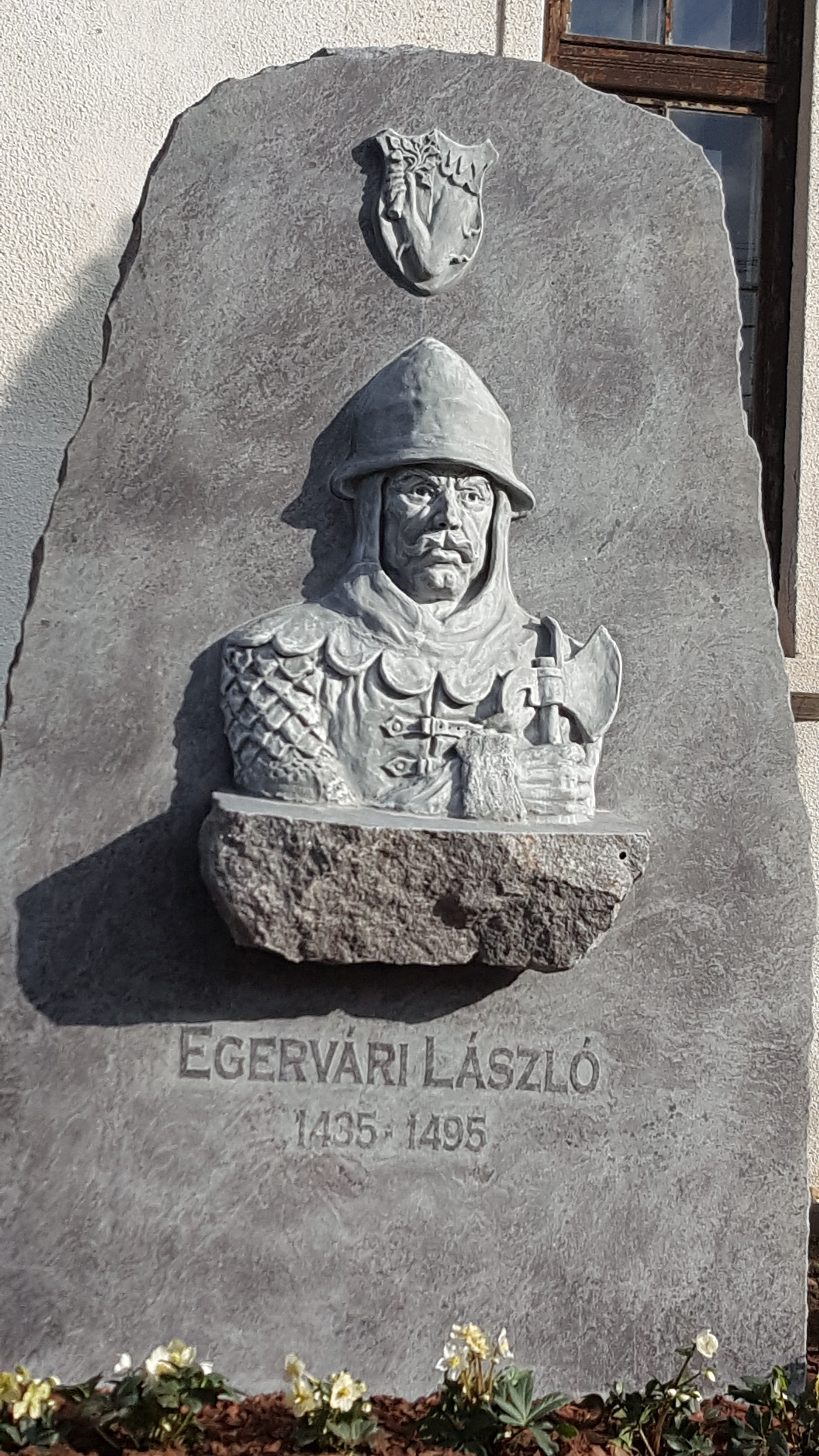
Egervári László mellszobra Egervár
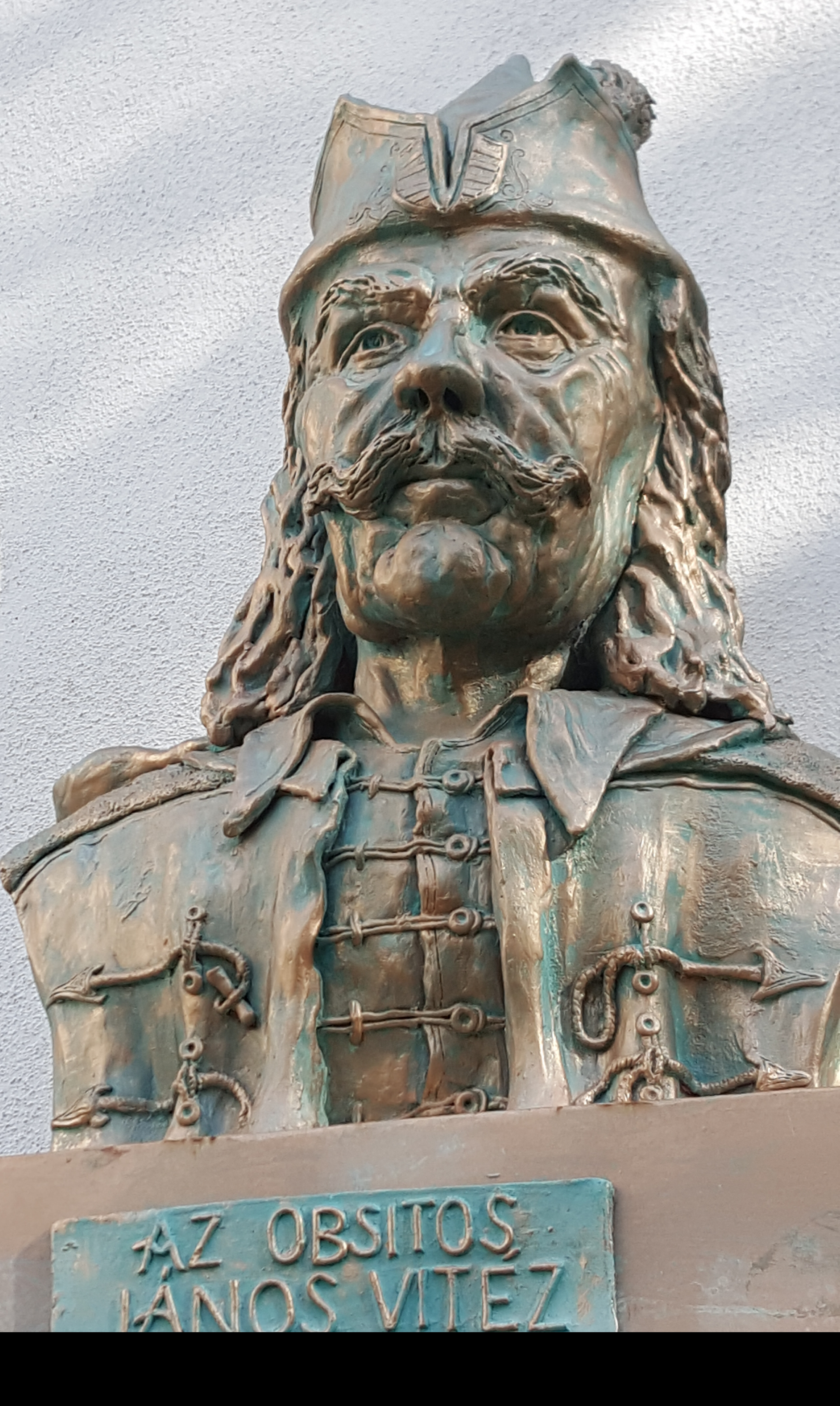
Obsitos magyar katona Keszthely, Túri Török Tibor munkája
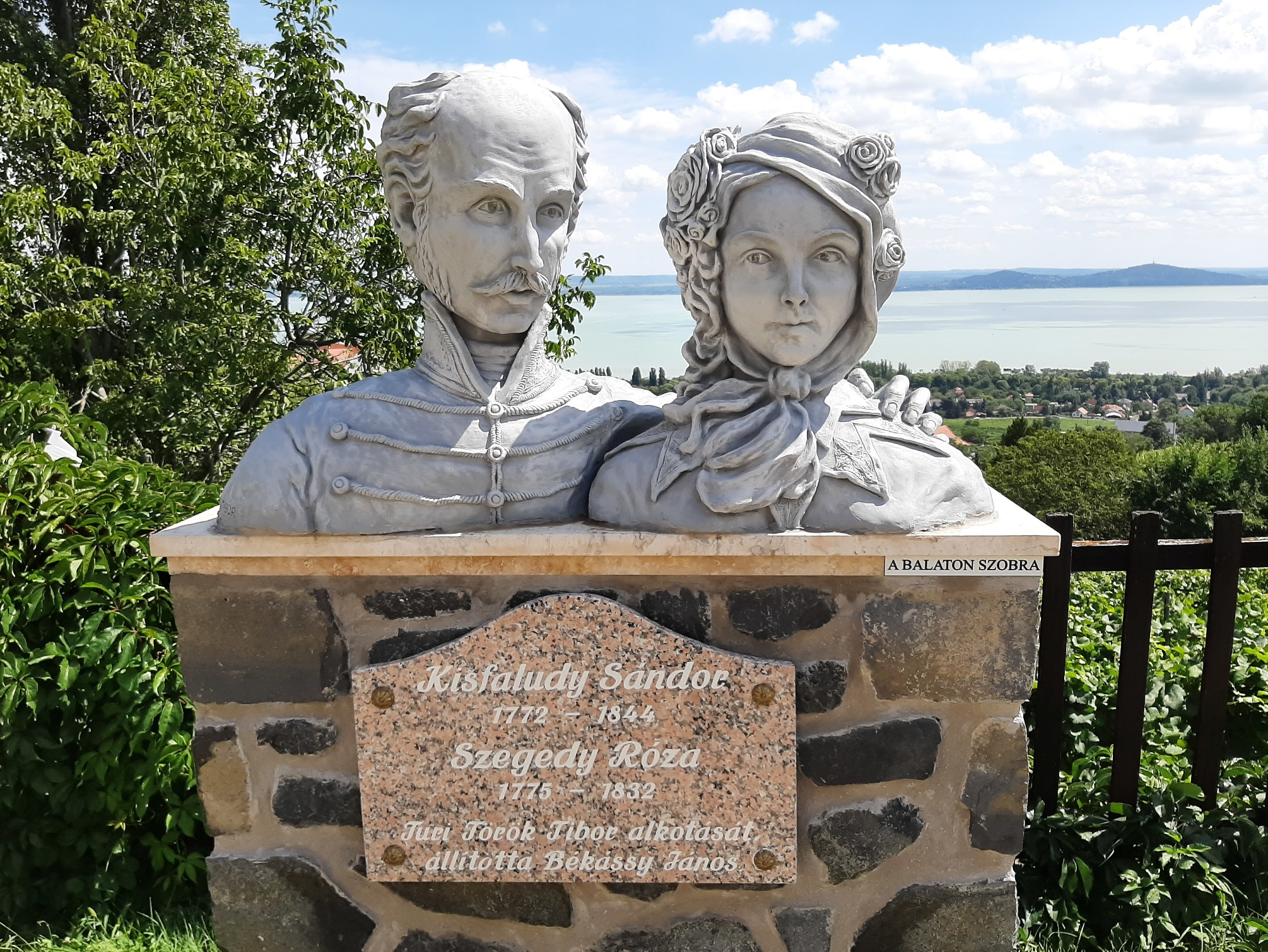
Kisfaludy Sándor és Szegedy Róza mellszobra Badacsonytomajon
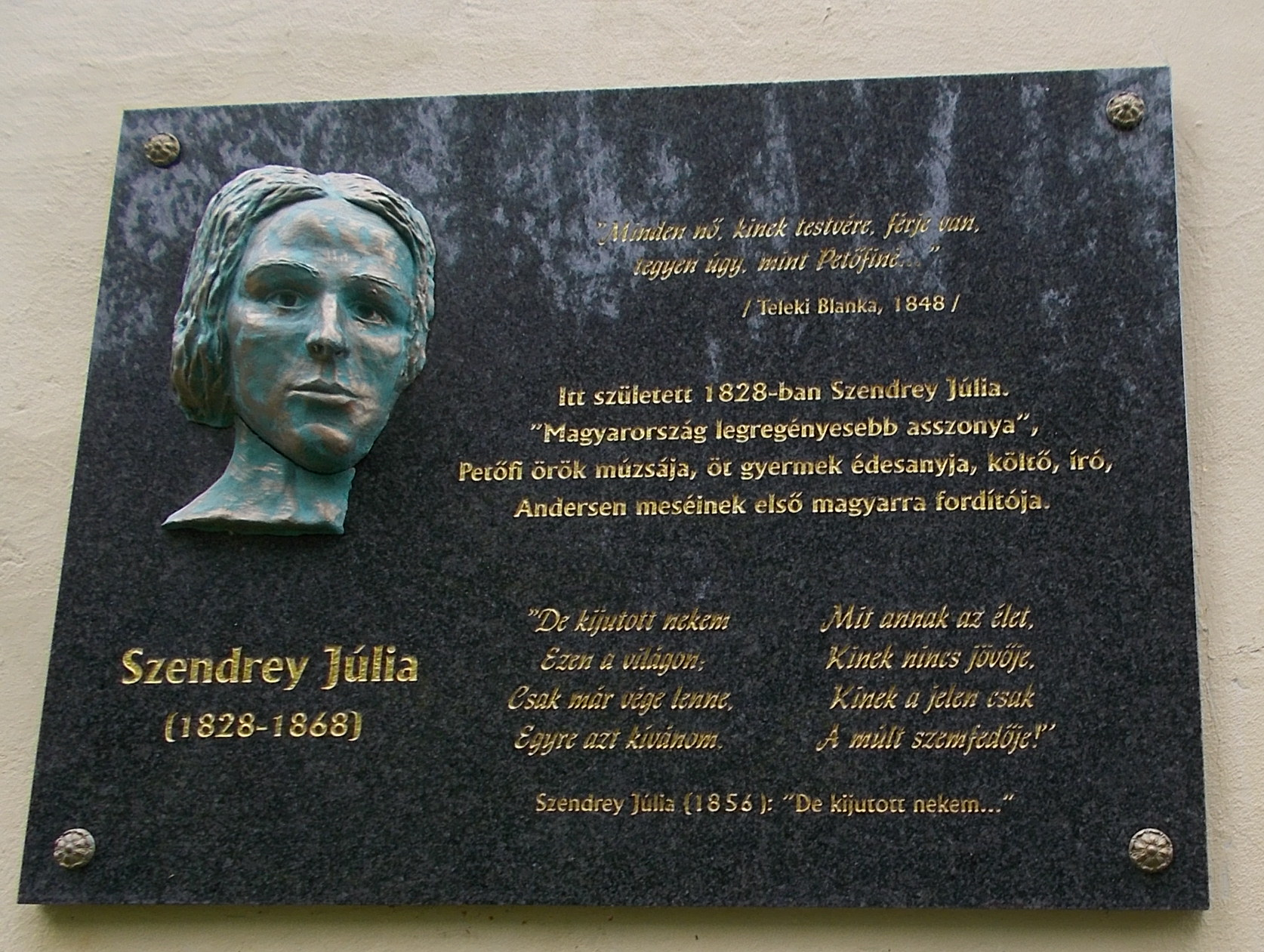
Szendrey Júlia emléktábla Szendreytelep, 2016
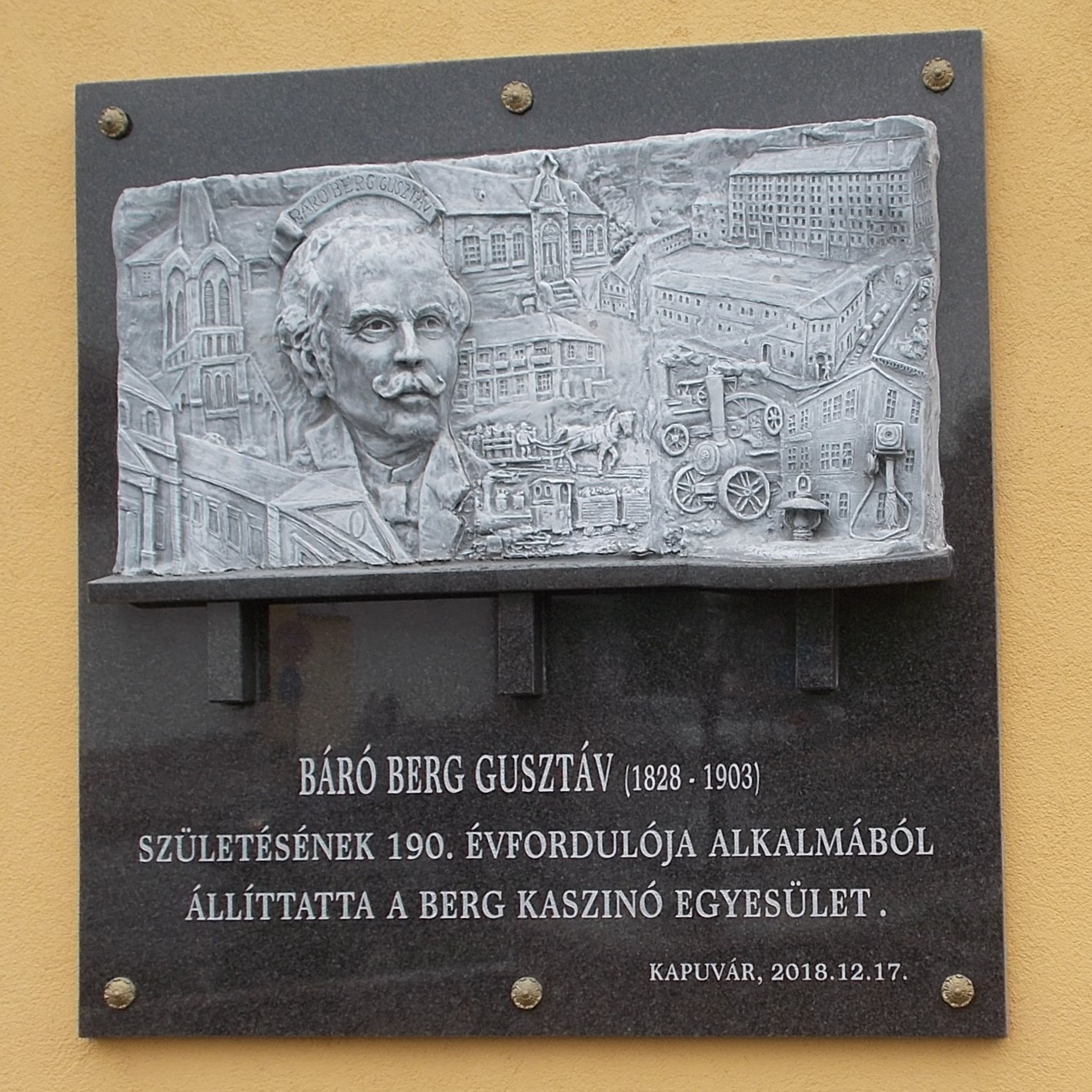
Baron Gusztáv Berg 2019 Kapuvár'
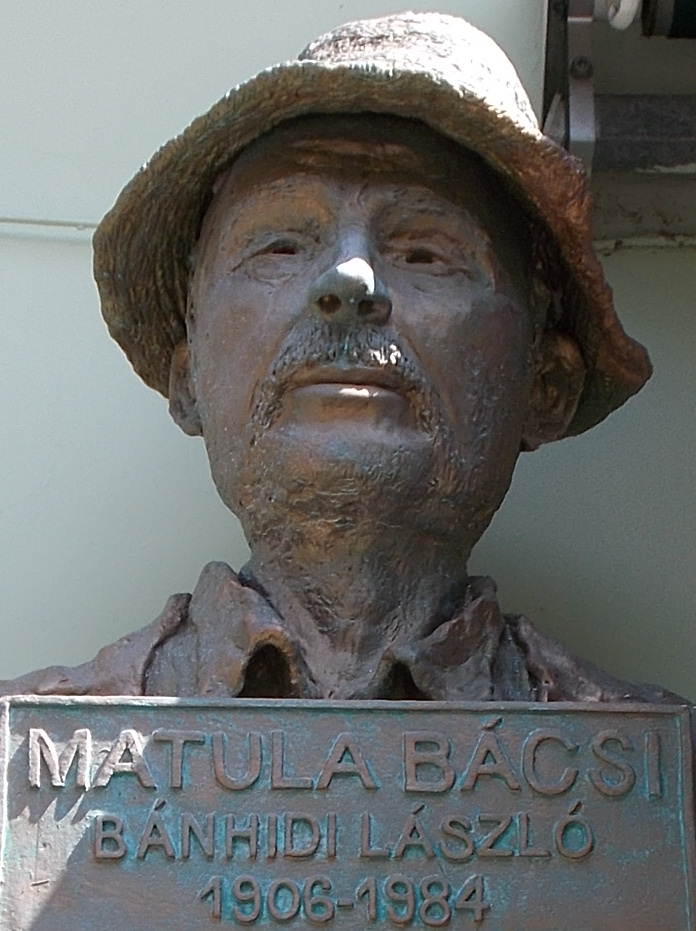
Bánhidi László (Matula bácsi) mellszobra
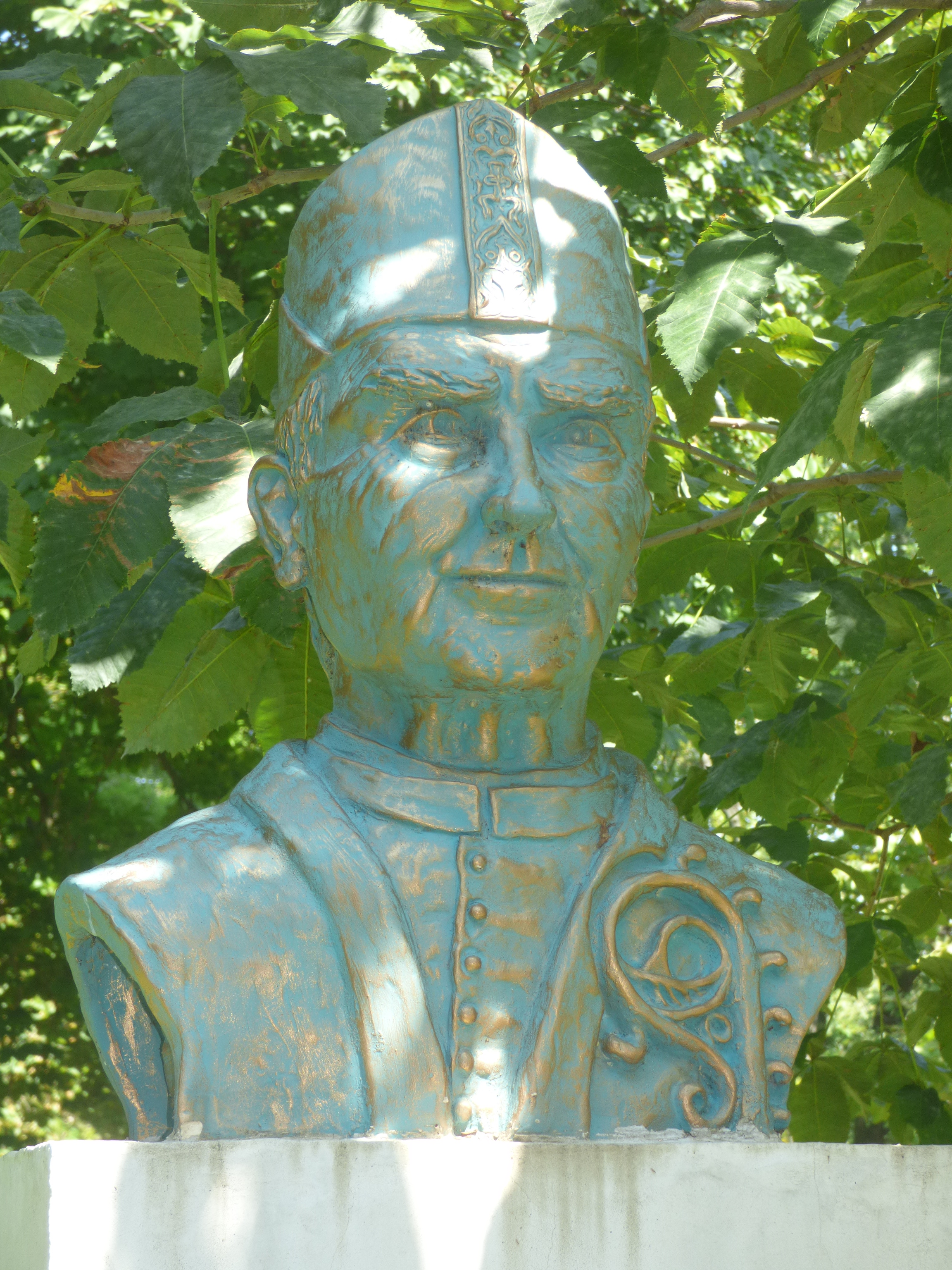
Balatonalmádi szoborpark Márton Áron
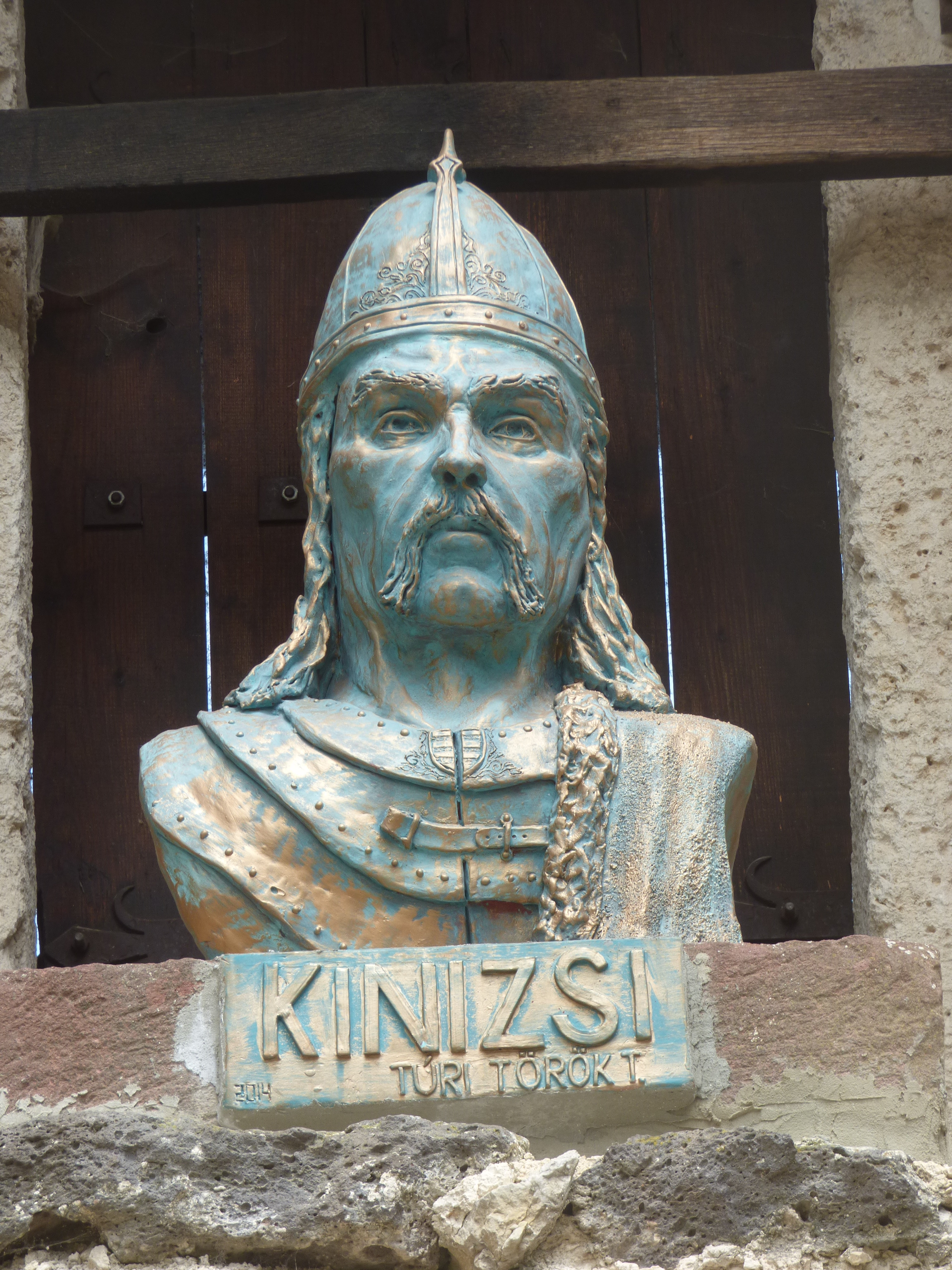
Balatonalmádi szoborpark Márton Áron
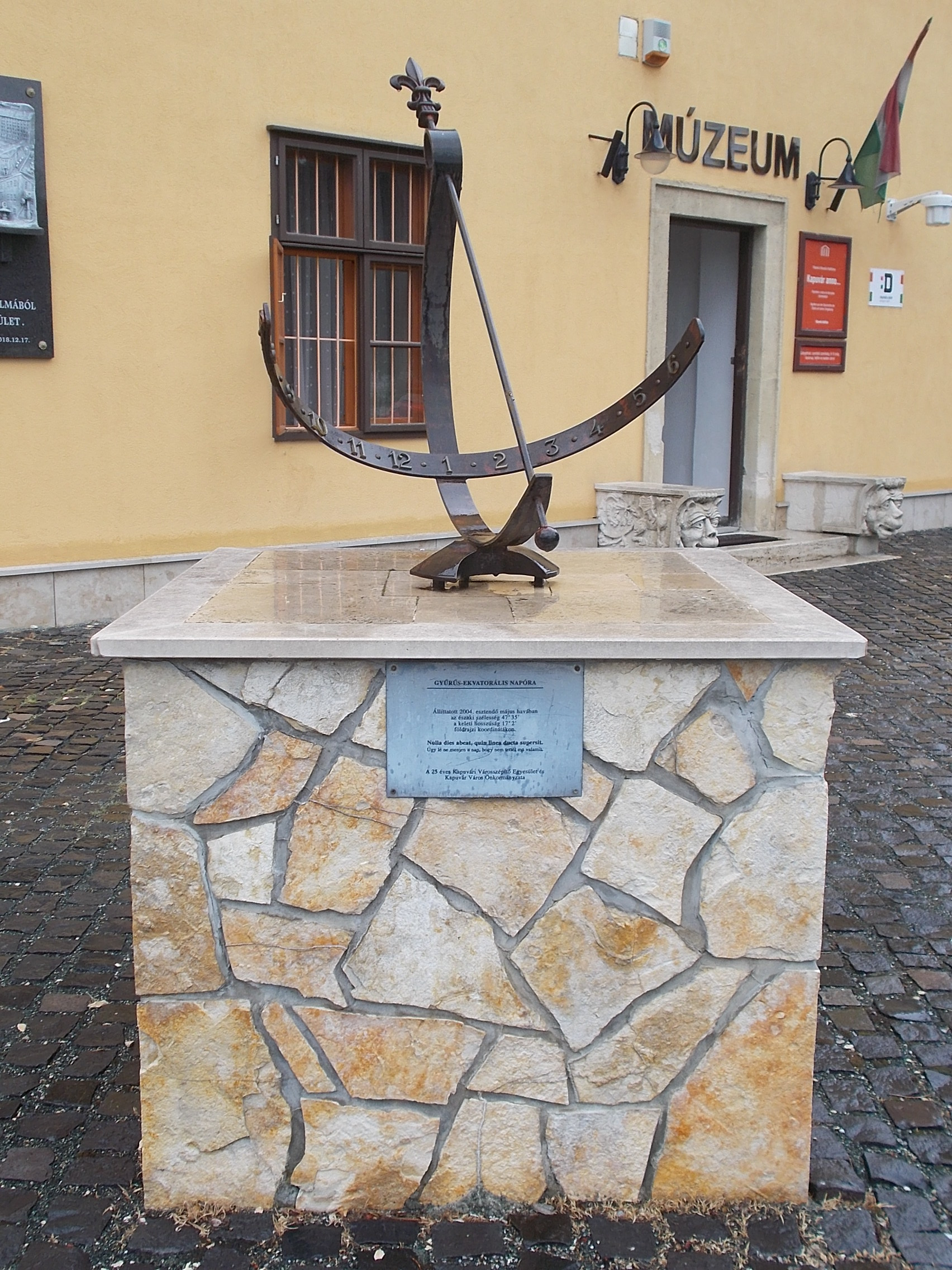
Ekvatoriális napóra, Kapuvár, Fő tér

## Múzeumok - Keszthely
- Keszthelyi Népviseletes Babamúzeum
- Csigaparlament
- Erotikus Panoptikum
- Kínzómúzeum
- Játékmúzeum
- Nosztalgiamúzeum és Giccs Látványtár
- Tüskevár Panoptikum
- Történelmi Panoptikum

## Múzeumok - Hollókő
- Palóc Népviseletes Babamúzeum

## Múzeumok Balatonszentgyörgy
- Csillagvár - múzeumi anyag